# Артуро Алессандрі
Артуро Алессандрі Палма (ісп. Arturo Alessandri Palma, 20 грудня 1868, Лонґаві, провінція Лінарес — 24 серпня 1950, Сантьяго) — чилійський політик, що двічі займав посаду президента Чилі, в 1920—1925 (з перервою в 1924 році) та в 1932—1938 роках, зарекомендувавши себе послідовним реформатором.